# Їжатець зондський
Їжатець зондський (Hystrix javanica) — вид гризунів із родини Їжатцеві роду їжатець (Hystrix).

## Поширення та поведінка
Мешкає на островах Ява, Балі, Сумбава, Флорес, Ломбок, Мадура і довколишніх островах (Індонезії) на висотах до 1600 м (о. Флорес). Селиться в низовинах, лісах, на пагорбах та посівних площах, веде нічний та наземний спосіб життя. Живиться плодами, що впали (в тому числі плодами олійної пальми), коріннями та стеблами.

## Загрози та охорона
Немає великих загроз цьому виду. Ймовірно, присутній в кількох охоронних територіях.